# Rimma Markova
Pour les articles homonymes, voir Markova.
Rimma Vassilievna Markova (en russe : Ри́мма Васи́льевна Ма́ркова), née le 3 mars 1925 à Tchourino et morte le 15 janvier 2015 à Moscou, est une actrice soviétique et russe.

## Biographie
Rimma Markova naît dans le village de Tchourino, dans la province de Samara, dans la famille de l'acteur Vassili Demianovitch et de la maquilleuse Maria Petrovna Markova. Rimma a un frère cadet, Léonide, de deux ans moins âgé, acteur comme elle.
En 1931-1934, elle joue des rôles d'enfants dans les représentations du théâtre dramatique de Saratov, où son père travaille.
En 1945-1947, elle étudie dans le studio du théâtre dramatique de Vologda, et devient ensuite actrice du théâtre du Lenkom de Moscou.
Elle apparaît pour la première fois à l'écran en 1957, dans le film dramatique Près de nous sous la direction d'Adolf Bergunker, elle y tient un petit rôle de mère de famille nombreuse. En 1967, elle joue le rôle principal dans le film Le Royaume des femmes adapté par Alexeï Saltykov d'après le scénario de Youri Naguibine. Sa carrière compte en tout plus de quatre-vingts rôles.
De 1971 à 1992, elle travaille au théâtre national d'acteur de cinéma.
Elle est nommée artiste du peuple de la fédération de Russie en 1994. On lui décerne l'ordre de l'Honneur en 2000 et l'ordre du Mérite pour la Patrie en 2010.
Elle était membre du parti Russie juste.
Morte d'un arrêt cardiaque le 15 janvier 2015 à l'hôpital Botkine de Moscou, Rimma Markova est enterrée au cimetière Nikolo-Arkhangelskoïe dans l'oblast de Moscou.

## Filmographie

### Télévision
- 1982 : La Porte Pokrovski (Покровские ворота) de Mikhaïl Kozakov : Vera Semionovna, la chirurgienne

### Cinéma
- 1974 : Skvorets i Lyra (Скворец и Лира) de Grigori Alexandrov : femme du général von Leben
- 1981 : La Parentèle (Родня) de Nikita Mikhalkov : Rimma Vassilievna
- 1998 : Day Watch (Дневной дозор) de Timour Bekmambetov : Daria Schultz, la sorcière
- 2004 : Night Watch (film, 2004) (Ночной дозор) de Timour Bekmambetov : Daria Schultz, la sorcière
- 2010 : Soleil trompeur 2 (Утомлённые солнцем 2) de Nikita Mikhalkov : infirmière militaire